# فابريس كوريا
فابريس كوريا (بالفرنسية: Fabrice Correia)‏ (15 مارس 1979 في فرنسا - ) هو لاعب كرة قدم فرنسي في مركز الدفاع. لعب مع نادي بوفيه ونادي غويونيون ونادي واسكال وFC Montceau Bourgogne ‏.

## وصلات خارجية
- فابريس كوريا على موقع قاعدة بيانات كرة القدم.إي يو (الإنجليزية)